# José Leandro Ferreira
José Leandro de Souza Ferreira alias Leandro (* 17. März 1959 in Cabo Frio) ist ein ehemaliger brasilianischer Fußballspieler. Er spielte in der Verteidigung.

## Karriere
Er wurde in Cabo Frio 150 Kilometer östlich von Rio de Janeiro geboren und begann als 19-Jähriger seine Karriere beim Traditionsklub CR Flamengo in Rio de Janeiro. Während seiner Karriere gewann er mit Flamengo dreimal die brasilianische Fußballmeisterschaft, fünfmal die  Staatsmeisterschaft von Rio de Janeiro, einmal die Copa Libertadores, den lateinamerikanischen Pokal der Landesmeister, und einmal den Weltpokal, die höchste Auszeichnung im Vereinsfußball, gegen den FC Liverpool.
Er spielte auch zwischen September 1981 und Mai 1986 27-mal für Brasilien. Für Brasilien nahm er an der Copa América 1983 teil und spielte bis auf zwei Spiele alle als Stammspieler mit. Brasilien schaffte es ins Endspiel und wurde Vizemeister. Für die Selecao nahm er auch an der Weltmeisterschaft 1982 in Spanien teil. Er spielte jedes Spiel als Stammspieler mit und bildete mit Luizinho und Oscar die Verteidigung vor Torhüter Valdir Peres.
Er wurde zu seiner aktiven Zeit als einer der besten Verteidiger angesehen, da er aufgrund seiner hervorragenden Technik in der Lage war, Mittelfeldspieler und Stürmer mit präzisen Pässen zu bedienen. Er war auch in der Lage, über die Flügel Angriffe durchzuführen und selbst den Abschluss zu suchen, was ihn zu einem der modernsten Verteidiger seiner Zeit machte.
Nach etlichen Knieverletzungen im Jahre 1985 ging er in die Position eines zentralen Verteidigers.
Er weigerte sich 1986 mit zur WM nach Mexiko zu fahren, da er mit der Nichtnominierung Renatos nicht einverstanden war. 1990 beendete er nach Beendigung der Spiele um die Staatsmeisterschaft mit 31 Jahren seine aktive Laufbahn, aufgrund seiner Kniegelenksarthrose.
Heute ist er Besitzer und Manager eines Restaurants und Hotels in seiner Heimatstadt Cabo Frio.

## Erfolge
Nationalmannschaft
- Vize-Meister bei der Copa América 1983
- FIFA Fair Play Award 1982

Flamengo
- Staatsmeisterschaft von Rio de Janeiro 1979, 1979, 1981, 1986
- Brasilianischer Meister: 1980, 1982, 1983
- Copa Libertadores: 1981
- Weltpokal: 1981

Auszeichnungen
- Bola de Prata: 1982, 1985